# Carinotetraodon lorteti
Carinotetraodon lorteti es una especie de peces de la familia Tetraodontidae en el orden de los Tetraodontiformes.

## Morfología
- Los machos pueden llegar alcanzar los 6 cm de longitud total.
- Cambia de color según las condiciones ambientales.[1][2]
- Presenta dimorfismo sexual[2]

## Alimentació
Come zooplancton, moluscos, crustáceos y otros invertebrados.

## Hábitat
Es un pez de agua dulce y de clima tropical. (24 °C-28 °C).

## Distribución geográfica
Se encuentran en Asia: Indochina, Malasia y Indonesia.

## Observaciones
Es inofensivo para los humanos.